# Bernhard von Hülsen

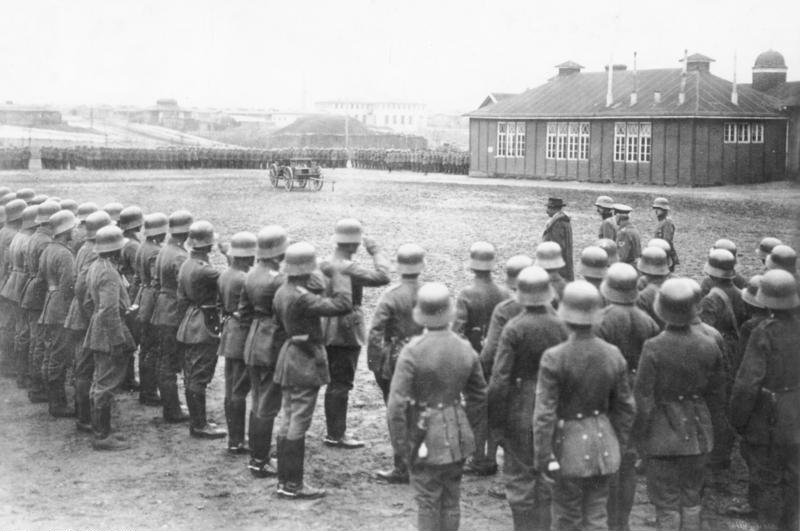
Reichswehrminister Gustav Noske besichtigt das Freikorps Hülsen, Januar 1919

Bernhard Franz Karl Adolf Gottvertrau von Hülsen (* 20. April 1865 in Cosel; † 21. April 1950 in Potsdam) war ein deutscher Generalleutnant der Reichswehr sowie Führer des Freikorps Hülsen in der Weimarer Republik.

## Leben

### Herkunft
Er entstammte dem norddeutschen Adelsgeschlecht von Hülsen und war der Sohn des preußischen Oberstleutnants Hermann von Hülsen (1816–1867) und dessen zweiten Ehefrau Helene, geborene von Clausewitz. Der spätere General der Infanterie Walter von Hülsen (1863–1947) war sein Bruder.

### Militärkarriere
Hülsen trat am 15. April 1884 aus dem Kadettenkorps kommend als Sekondeleutnant in das 2. Garde-Regiment zu Fuß der Preußischen Armee ein. Dort fungierte er von 1890 bis 1894 als Regimentsadjutant und avancierte im September 1892 zum Premierleutnant. Im März 1896 folgte seine Versetzung zum Generalstab der Armee. Mitte September 1896 stieg Hülsen zum Hauptmann auf und war als solcher von Oktober 1897 bis Mitte Januar 1901 zum Kriegsministerium kommandiert. Daran schloss sich eine Verwendung als Kompaniechef im Infanterie-Regiment „von Courbière“ (2. Posensches) Nr. 19 an. Unter Beförderung zum Major wurde Hülsen am 18. April 1903 in den Großen Generalstab versetzt. Er war dann im Generalstab der 1. Garde-Division sowie des Gardekorps tätig. Am 10. September 1908 wurde Hülsen zum Bataillonskommandeur im 1. Garde-Regiment zu Fuß ernannt und in dieser Eigenschaft am 22. März 1910 zum Oberstleutnant befördert.
Bei Ausbruch des Ersten Weltkriegs war Hülsen Kommandeur des 5. Garde-Regiments zu Fuß und im weiteren Kriegsverlauf vom 2. Januar 1917 bis 20. September 1918 als Generalmajor Kommandeur der 231. Infanterie-Division. Hülsen wurde vor dem 25. Juli 1917 leicht verwundet, wobei er bei der Truppe verblieb und nicht in ein Heimatlazarett verlegt wurde.
Als ehemaliger Befehlshaber im Ersten Weltkrieg bildete Hülsen am 26. Dezember 1918 unter seinem Kommando das gleichnamige Freikorps, welches bald darauf gegen den Spartakusaufstand in Berlin und anschließend in Leipzig eingesetzt wurde. Weiterhin wurde das Freikorps während des Dritten Polnischen Aufstandes in Oberschlesien (1921) an die Grenzen des Reiches geschickt. Zu Beginn war Hülsen auch der militärische Führer des Selbstschutzes Oberschlesien, bis Generalleutnant Karl Hoefer als gebürtiger Oberschlesier dessen Kommando übernahm.
Im Juni 1919 wurde das Freikorps als Reichswehr-Brigade 3 in die Vorläufige Reichswehr eingegliedert und Hülsen weiterhin als Kommandeur verwendet. Er wurde als Generalleutnant verabschiedet.

### Familie
Hülsen verheiratete sich am 31. Juli 1896 in Berlin mit Magdalene von Schaper.

## Werke
- Der Kampf um Oberschlesien: Oberschlesien und sein Selbstschutz. Bergers Literar. Büro, Stuttgart 1922, DNB 575498862.
- Wanderungen über Französische Schlachtfelder des Krieges 1870/71. 1908.